# Família Apaúnio
Apaúnio (em latim: Apaunius) ou Apauni (em armênio: Ապահունի; romaniz.: Apahuni) foi uma família nobre (nacarar) da Armênia.

## Vida

Expansão do território dos Arzerúnios. Apaúnia é um dos territórios roxos

Moisés de Corene considerava-os descendentes de Haico e alegou que receberam seus direitos do rei Valarsaces I. Apaúnia era seu apanágio. A Lista de Trono (Գահնամակ, gahnamak) os menciona em 11.ª (linha principal) e 13.ª (linha cadete) posição entre as casas nobres. A Lista Militar (Զորնամակ, Zōrnamak), o documento que indica a quantidade de cavaleiros que cada uma das famílias nobres devia ceder ao exército real em caso de convocação, afirma que deviam arregimentar mil cavaleiros. Eram uma das poucas famílias que tinham dois locais na corte. Após o estabelecimento do cristianismo na Armênia, tinham seu próprio bispado. Moisés, extraindo o nome do relato de Labubna (século I) sob Abgar V, diz que Sansagrã era membro dessa família. Segundo Fausto, o Bizantino, no tempo do rei Ársaces II (r. 350–368), o bispo Xade de Bagrauandena teve duas filhas, e Moisés de Corene afirma que seus maridos eram Apaúnios.
Em meados do século V, Moneses Apaúnio colabora com Vasaces I na revolta de Vardanes II contra o xá Isdigerdes II (r. 438–457).  Em 505/6, um Apaúnio assinou as atas do Primeiro Concílio de Dúbio. Sebeos cita os príncipes Manuel, Artavasdes, Bestã e Maictes no século VI. Os Apaúnios são registrados até meados do século IX, quando, ao serem expulsos de seus domínios pelo Emirado Cáicida de Manzicerta, foram obrigados a se assentarem em Vaspuracânia e aceitarem a suserania da família Arzerúnio. Eles tinham um ramo cadete conhecido, mas não estava separado do ramo principal e seus domínios estavam permanentemente sob controle de um governo principesco.